# Eupithecia corralensis
Eupithecia corralensis là một loài bướm đêm trong họ Geometridae.